# Kungstobis
Kungstobis eller tobiskung (Hyperoplus lanceolatus, Le Sauvage, 1824)  är en långsmal fiskart som ingår i släktet Hyperoplus, och familjen tobisfiskar. Den är den största europeiska arten i familjen tobisfiskar. Inga underarter finns listade.

## Utseende
Tobiskungen är en långsmal, silverglänsande fisk med tydligt underbett. På varje sida av nosen finns en svart fläck. Ryggfenan är mycket lång, medan den saknar bukfenor. Tobiskungen kan bli upp till 40 cm lång. Till skillnad från hos kusttobis och havstobis kan överkäken inte skjutas fram.

## Vanor
Tobiskungen uppträder i stim främst vid gryning och skymning, övrig tid ligger den nedgrävd i bottnen. Den föredrar sandbotten och förekommer på djup upp till 150 m (på sommaren går den sällan djupare än 60 m). Den lever på zooplankton, fiskyngel och mindre kräftdjur. Stora tobiskungar kan även ta vuxna fiskar, bland annat andra tobisarter.
Själv tas tobiskungen av många andra fiskar, bland andra torsk, lax, makrill och piggvar.
Tobiskungen kan bli upp till 5 år gammal.

### Fortplantning
Lektiden varierar; för populationen i Nordsjön infaller den under vår och sommar. För leken föredrar den sandbotten, där honan kan lägga upptill 30 000 klibbiga ägg. De nykläckta ynglen är pelagiska.

## Utbredning
Arten förekommer från Portugal norrut till Brittiska öarna, Island, längs Norges kust till Vita havet och via Nordsjön till centrala Östersjön (dock ej längre åt öster än Finska vikens mynning).
Den är reproducerande i Sverige.

## Ekonomisk användning
Tobiskungen fångas främst som industrifisk, bland annat för framställning av fiskmjöl och fiskolja. Det förekommer dock även att den används för mänsklig konsumtion.

## Andra namn
På svenska kallas tobiskungen även jagartobis, rännare, sandål eller vittobis.